# 列克星敦 (内布拉斯加州)
列克星敦（英語：Lexington）是美国內布拉斯加州道生縣的一个城市，在2010年的人口普查中有人口10,230人，是道生縣的县城，位于內布拉斯加州南部，普拉特河沿线，北普拉特的东南方，交通有30号美国国道和聯合太平洋鐵路。